# مازیار (خواننده)
مازیار با نام اصلی عبدالرضا کیانی‌نژاد (۱ تیر ۱۳۳۱ − ۱۶ فروردین ۱۳۷۶) خوانندهٔ موسیقی پاپ ایرانی بود. از آثار شاخص وی می‌توان به آهنگ‌های «ماهی‌گیر»، «کبوتر» و «ایران ایران» اشاره کرد.

## زندگی شخصی
مازیار در ۱ تیر ۱۳۳۱ با نام اصلی «عبدالرضا کیانی‌نژاد» در بابل متولد شد.
وی در نوجوانی استعداد شگفت خود در خوانندگی را نشان داد و در اردوهای دانش‌آموزی رامسر، به نوعی استعدادش در سطحی گسترده به نمایش گذاشته شد.
همسر مازیار، افسانه سهایی است که در سال ۱۳۵۷ با مازیار آشنا شده‌بود. مازیار شناختی از افسانه نداشت اما افسانه از طریق رادیو و تلویزیون آثار او را شنیده بود و مازیار خوانندهٔ مورد علاقه‌اش بود.
دختر بزرگ مازیار با نام غزل کیانی‌نژاد آهنگساز، ترانه‌سرا و خواننده است. او چند کنسرت برای بانوان اجرا نموده است و به‌همراه مادر، خواهرش ترانه که او هم اهل موسیقی است و سعید عزیزی همسر غزل که آهنگساز است، شرکت پژواک هنر شرق را می‌گردانند.

## فعالیت‌های هنری

### ابتدای کار
در نیمهٔ دوم دهه ۱۳۴۰ مازیار یک دانش‌آموز دبستانی بود که به دوستانش گفته بود: «شک نکنید من یک روز خواننده معروفی خواهم شد.» و بعدها وی در یکی از مسابقات هنری دانش‌آموزان که به داوری محمد نوری برگزار شده بود، توانسته بود رتبهٔ اول را در بین دانش‌آموزان سراسر ایران کسب کند.
نخستین آهنگ مازیار با نام «آرزوی فردا» در سال ۱۳۵۲ منتشر شد. آخرین آهنگ او پیش از انقلاب «ایران ایران» بود که در سال ۱۳۵۷ منتشر شد.

### همکاری با جهانبخش پازوکی

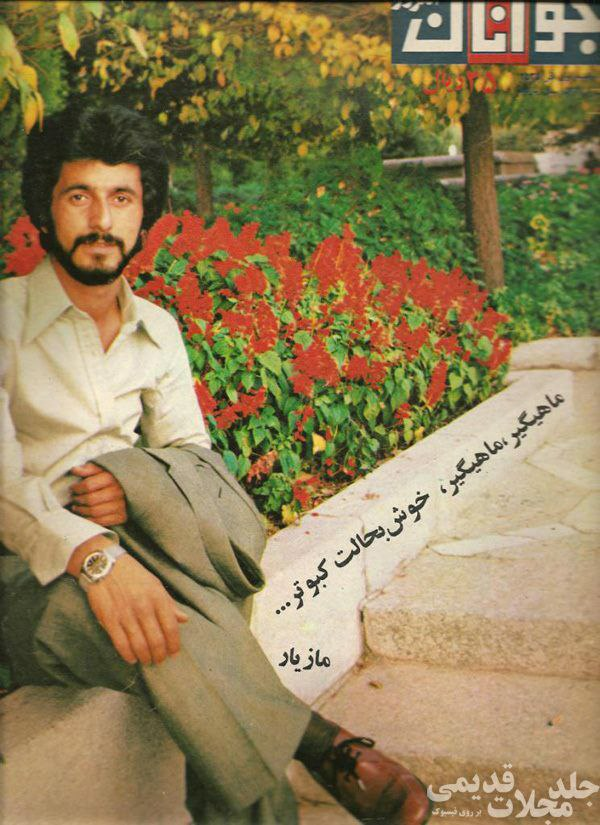
مازیار روی جلد مجله جوانان در سال ۱۳۵۵، شماره ۵۵۲

وی برای ادامهٔ فعالیت در سن شانزده‌سالگی به تهران رفت تا بتواند کار در فضاهای حرفه‌ای را تجربه کند. جهانبخش پازوکی، تصادفاً در یکی از اجراهای او حضور داشت و با شنیدن صدای مازیار به وی پیشنهاد همکاری داد. اسم هنری مازیار را نیز همین آهنگساز برای او انتخاب کرده است. حاصل این همکاری اولین ترانه مازیار «آرزوی فردا» و ترانه‌های محبوبی مثل «ماهیگیر» و «کبوتر» بودند. بدین ترتیب برای وی زمینهٔ همکاری با اساتید آهنگسازی آن دوران چون بابک بیات، محمد شمس، عماد رام، ناصر چشم‌آذر، تورج شعبانخانی، آرش سزاوار، عباس تجویدی و… فراهم گردید.

### پس از انقلاب ۱۳۵۷
او تا سال ۱۳۵۷ به‌عنوان یک خوانندهٔ مطرح فعالیت داشت و در سال ۱۳۵۸ از فعالیت وی کاسته شد. از سال ۱۳۵۹ بدون دلیل مشخصی کاملاً به حاشیه رفت و حتی ترانه‌ای به‌نام «شهید» که با آهنگسازی بابک بیات برای شهیدان ایران اجرا شده بود نیز برگ برندهٔ وی نشد.
وی با وجود فراهم بودن شرایط برای اقامت در خارج از ایران، مایل به مهاجرت نبود. مازیار معتقد بود که تمام ترانه‌هایی را که قبل از انقلاب ۱۳۵۷ اجرا کرده ارزشمند و قابل دفاع هستند، لذا لزومی بر ترک کشور نمی‌دید.

### انتشار آلبوم گل گندم
پس از انقلاب ۱۳۵۷ و در دههٔ ۱۳۷۰ و حدود سال‌های ۱۳۷۳ آلبوم «گل گندم» وی انتشار یافت و در همان سال توقیف شد. گفته می‌شود پخش این آلبوم اتفاق ناگواری برای مازیار بود و مازیار نفع مادی از انتشار این آلبوم نبرده است.

## درگذشت

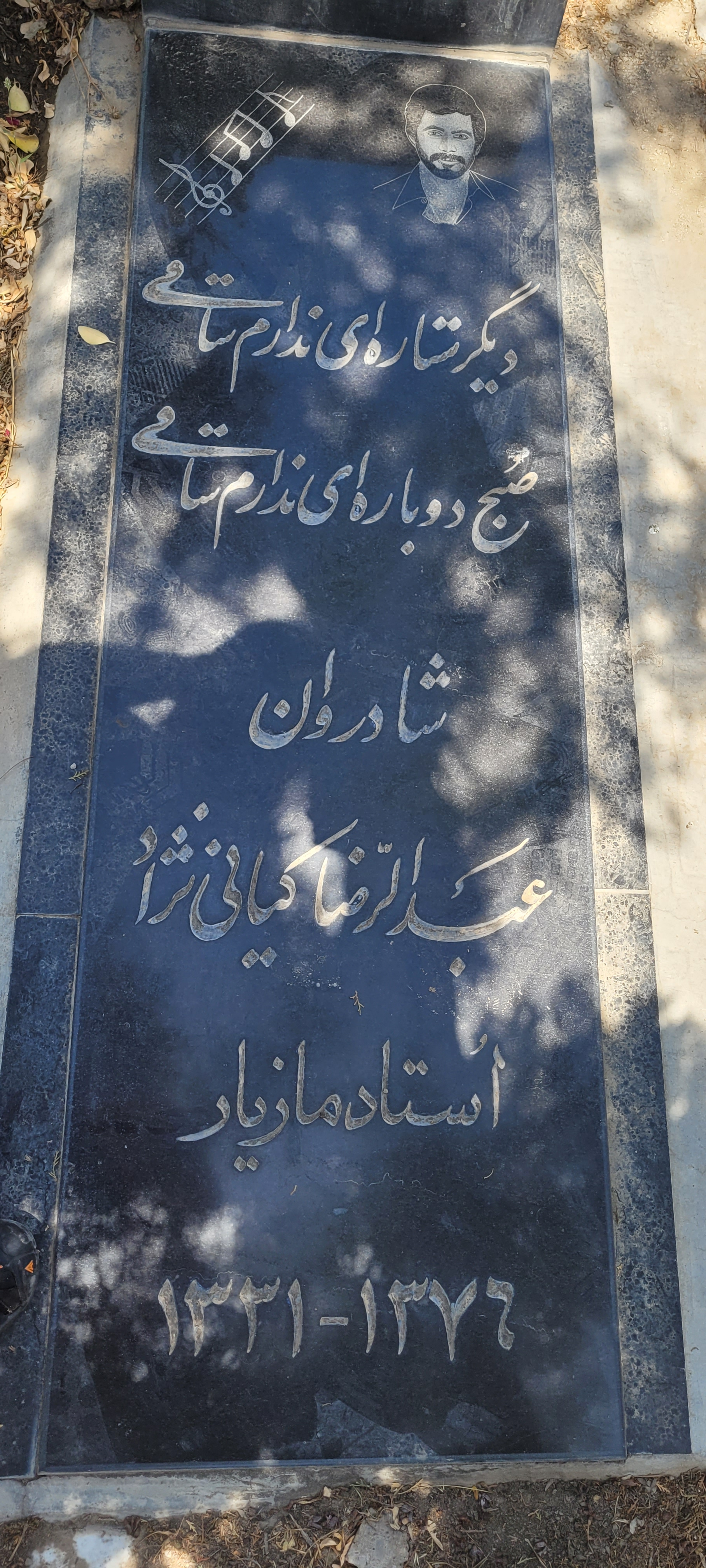
آرامگاه مازیار در امامزاده طاهر

مازیار در سحرگاه ۱۶ فروردین سال ۱۳۷۶ بر اثر سکتهٔ قلبی و مغزی در گذشت. پیکر او در امامزاده طاهر کرج دفن شد. مازیار در سال‌های پایانی عمر خود چهار آهنگ را به‌طور آزمایشی ضبط کرده بود. این آهنگ‌ها با آهنگسازی عباس تجویدی و در استودیوی شخصی ضبط شده بودند که بعدها با کمک تجویدی و خانواده وی توسط ناشرین داخلی به بازار آمدند.

## آلبوم‌ها
آرزوی فردا
| نام ترانه   | ترانه‌سرا        | آهنگساز        | تنظیم         | سال انتشار |
| ----------- | --------------- | -------------- | ------------- | ---------- |
| همسر        | سعید طبیبی      | جهانبخش پازوکی | ناصر چشم‌آذر   |            |
| باغچه       | فرهاد شیبانی    | تورج شعبان‌خانی | اریک          | مهر ۱۳۵۶   |
| آرزوی فردا  | جهانبخش پازوکی  | جهانبخش پازوکی | مجتبی میرزاده | ۱۳۵۴       |
| بت          | مولانا          | آرش سزاوار     | آندرانیک      |            |
| شهید        | ایرج جنتی عطایی | بابک بیات      | بابک بیات     |            |
| یوسف گمگشته | حافظ            | آرش سزاوار     |               |            |
| سرگشته      | فرهنگ قاسمی     | محمد شمس       |               |            |
| پیکره       | جهانبخش پازوکی  | جهانبخش پازوکی | ناصر چشم‌آذر   |            |

خسته
| نام ترانه | ترانه‌سرا             | آهنگساز          | تنظیم            | سال انتشار |
| --------- | -------------------- | ---------------- | ---------------- | ---------- |
| غربت      | رضا عبداللهی         | فضل‌الله توکل     |                  |            |
| خسته      | رحیم معینی کرمانشاهی | عماد رام         | محمد شمس         | ۱۳۵۷       |
| عادت      | سعید طبیبی           | جهانبخش پازوکی   | ناصر چشم‌آذر      |            |
| کبوتر     | جهانبخش پازوکی       | جهانبخش پازوکی   | آندرانیک         | مهر ۱۳۵۵   |
| سراب      | رضا عبداللهی         | محمد شمس         | محمد شمس         | ۱۳۵۸       |
| عزیز      | جهانبخش پازوکی       | جهانبخش پازوکی   | ناصر چشم‌آذر      | اسفند ۱۳۵۵ |
| باغچه     | فرهاد شیبانی         | تورج شعبان‌خانی   | اریک             | مهر ۱۳۵۶   |
| فریاد     | کریم فکور            | انوشیروان روحانی | انوشیروان روحانی |            |

ماهیگیر
| نام ترانه     | ترانه‌سرا             | آهنگساز        | تنظیم         | سال انتشار |
| ------------- | -------------------- | -------------- | ------------- | ---------- |
| ماهیگیر       | جهانبخش پازوکی       | جهانبخش پازوکی | اریک آرکانت   | مرداد ۱۳۵۵ |
| زمزمه         | غلامحسین عمرانی      | محمد شمس       |               |            |
| خسته          | رحیم معینی کرمانشاهی | عماد رام       | محمد شمس      |            |
| معراج         | اردلان سرفراز        | فرید زلاند     | آندرانیک      | مهر ۱۳۵۷   |
| عزیز (بی‌کلام) |                      | مجتبی میرزاده  | مجتبی میرزاده |            |
| پاییز         | رضا عبداللهی         | محمد شمس       |               |            |
| غریب          |                      |                |               |            |
| عزیز          |                      | مجتبی میرزاده  | مجتبی میرزاده | اسفند ۱۳۵۵ |

زمزمه
| نام ترانه   | ترانه‌سرا        | آهنگساز      | تنظیم           |
| ----------- | --------------- | ------------ | --------------- |
| زمزمه       | غلامحسین عمرانی | محمد شمس     | شاپور باستان‌سیر |
| ملامت       | رضا عبداللهی    | محمد شمس     | شاپور باستان‌سیر |
| وطن         | فضل‌الله توکل    | فضل‌الله توکل | محمد شمس        |
| سرگشته      | فرهنگ قاسمی     | محمد شمس     | محمد شمس        |
| غریب        | رضا عبداللهی    | محمد شمس     | محمد شمس        |
| یوسف گمگشته | حافظ            | محمد شمس     | محمد شمس        |
| پاییز       | رضا عبداللهی    | محمد شمس     | محمد شمس        |
| سراب        | رضا عبداللهی    | محمد شمس     | محمد شمس        |
| ایران ایران | علیرضا میبدی    | عماد رام     | محمد شمس        |

حرف بزن
| نام ترانه     | ترانه‌سرا        | آهنگساز          | تنظیم         | سال انتشار |
| ------------- | --------------- | ---------------- | ------------- | ---------- |
| ای شوکت بودنم | علیرضا نوری‌زاده | صادق نوجوکی      | ناصر چشم‌آذر   | ۱۳۵۷       |
| معراج         | اردلان سرفراز   | فرید زلاند       | آندرانیک      | مهر ۱۳۵۷   |
| آدم‌برفی       | منصور تهرانی    | صادق نوجوکی      | منوچهر چشم‌آذر |            |
| من و شمع      | فرهنگ قاسمی     | محمد شمس         | محمد شمس      |            |
| سالار         | مسعود امینی     | محمود قراملکی    | مجتبی میرزاده |            |
| فریاد ای عشق  | کریم فکور       | انوشیروان روحانی |               |            |
| ساقی          | شیون فومنی      | داوود اردلان     | داوود اردلان  |            |
| حرف بزن       | منصور تهرانی    | صادق نوجوکی      | ناصر چشم‌آذر   | مرداد ۱۳۵۶ |
| ملامت         | رضا عبداللهی    | محمد شمس         | محمد شمس      |            |
| ایران ایران   | علیرضا میبدی    | عماد رام         | عماد رام      |            |
| بت            | مولانا          | آرش سزاوار       | آندرانیک      |            |

تنهایی
| نام ترانه      | ترانه‌سرا     | آهنگساز          | تنظیم            |
| -------------- | ------------ | ---------------- | ---------------- |
| آدم‌برفی        | منصور تهرانی | صادق نوجوکی      | ناصر چشم‌آذر      |
| فریاد          | کریم فکور    | انوشیروان روحانی | انوشیروان روحانی |
| فریاد (بی‌کلام) |              | انوشیروان روحانی | انوشیروان روحانی |
| ملامت          | رضا عبداللهی | محمد شمس         |                  |
| ساقی           | شیون فومنی   | داوود اردلان     |                  |
| سراب           | رضا عبداللهی | محمد شمس         | محمد شمس         |
| تنهایی         | شهین حنانه   | تورج شعبان‌خانی   | اریک آرکانت      |
| وطن            | فضل‌الله توکل | فضل‌الله توکل     | مجتبی میرزاده    |

### کودک قرن
| نام ترانه          | ترانه‌سرا     | آهنگساز      | تنظیم           |
| ------------------ | ------------ | ------------ | --------------- |
| انتظار             | حسین کلامی   | عباس تجویدی  | سعید محمدی مطلق |
| دلم اینجا دلم آنجا | ساعد باقری   | سعید محمدی   |                 |
| کودک قرن           | ساعد باقری   | سعید محمدی   |                 |
| زخم بی‌مرهم         | ساعد باقری   | سعید محمدی   |                 |
| پاییز              | رضا عبداللهی | محمد شمس     |                 |
| خداحافظ            | فضل‌الله توکل | فضل‌الله توکل |                 |
| غزل و ترانه        |              |              |                 |
| افسانه             |              |              |                 |
| به‌یاد او           |              |              |                 |

گل گندم (۱۳۷۳)
| نام ترانه            | ترانه‌سرا        | آهنگساز        | تنظیم           |
| -------------------- | --------------- | -------------- | --------------- |
| از خود               | غلامحسین عمرانی | محمد شمس       | شاپور باستان‌سیر |
| گل گندم              | منصور تهرانی    | منصور تهرانی   | محمد شمس        |
| من و شمع             | فرهنگ قاسمی     | محمد شمس       | محمد شمس        |
| غربت (وطن)           | رضا عبداللهی    | فضل‌الله توکل   | محمد شمس        |
| یوسف گمگشته          | حافظ            | منصور تهرانی   | محمد شمس        |
| شوکت بودن            | علیرضا نوری‌زاده | صادق نوجوکی    | ناصر چشم‌آذر     |
| شهید                 | ایرج جنتی عطایی | بابک بیات      | بابک بیات       |
| خسته (دیوانه)        | غلامحسین عمرانی | حسین واثقی     | مجتبی میرزاده   |
| ایران ایران (بیگانه) | عماد رام        | عماد رام       | محمد شمس        |
| ملامت (خسته)         | رضا عبداللهی    | محمد شمس       | شاپور باستان‌سیر |
| سالار                | جهانبخش پازوکی  | جهانبخش پازوکی | ناصر چشم‌آذر     |
| معراج                | اردلان سرفراز   | فرید زلاند     |                 |
| زن                   | فضل‌الله توکل    | فضل‌الله توکل   |                 |
| جوونی                | فضل‌الله توکل    | فضل‌الله توکل   |                 |

## سایر ترانه‌ها
| نام ترانه   | ترانه‌سرا        | آهنگساز        | تنظیم          |
| ----------- | --------------- | -------------- | -------------- |
| حرف بزن     | منصور تهرانی    | صادق نوجوکی    | ناصر چشم‌آذر    |
| شوکت بودن   | علیرضا نوری‌زاده | صادق نوجوکی    | ناصر چشم‌آذر    |
| تو که نیستی |                 | تورج شعبان‌خانی | تورج شعبان‌خانی |
| ساقی        |                 |                |                |
| کودک قرن    |                 |                |                |